# Stephan Manke

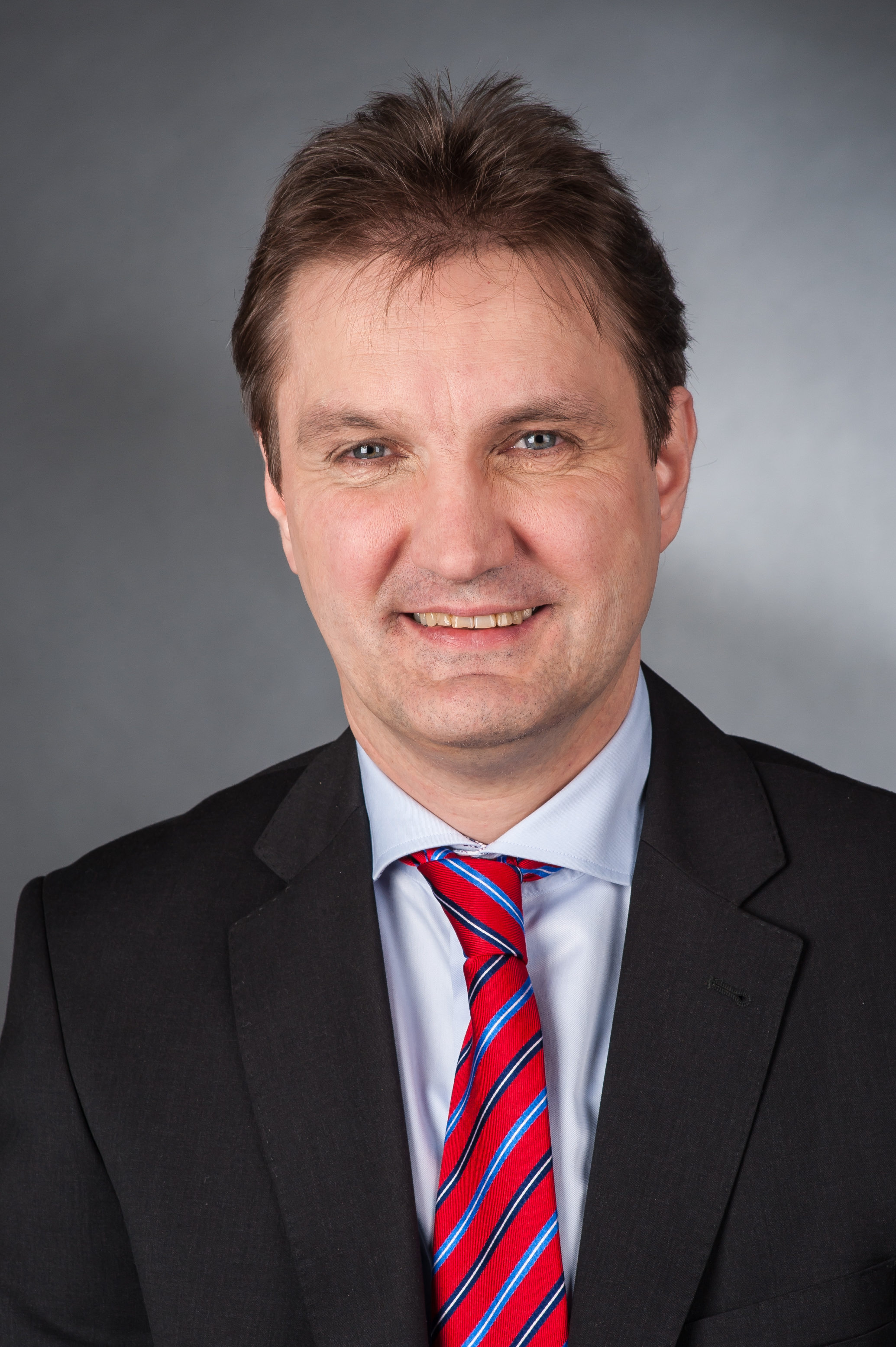
Stephan Manke 2013

Stephan Manke (* 3. Februar 1967) ist ein deutscher Jurist, Ministerialbeamter und Politiker (SPD). Er war von 2006 bis 2013 Landrat des Landkreises Goslar und ist seit 2013 Staatssekretär im Niedersächsischen Ministerium für Inneres und Sport.

## Leben
Nach dem Schulbesuch leistete Manke ab 1986 Zivildienst. 1988 nahm er ein Studium der Rechtswissenschaft auf, das er 1993 mit dem Ersten Juristischen Staatsexamen abschloss. Im Anschluss daran absolvierte er das Referendariat beim Oberlandesgericht Braunschweig. 1995 legte er das Zweite Juristische Staatsexamen ab.
Manke war von 1995 bis 1996 als freier Mitarbeiter und von 1996 bis 2001 als Rechtsanwalt in einer Anwaltskanzlei in Goslar tätig. 2001 wechselte er als Persönlicher Referent von Ministerpräsident Sigmar Gabriel in die Niedersächsische Staatskanzlei. 2003 wurde er als Dezernent zum Landkreis Wolfenbüttel abgeordnet. Von 2004 bis 2006 leitete er das Dezernat für Wasserwirtschaft und Wasserrecht bei der Bezirksregierung Braunschweig, im Anschluss erfolgte seine Überführung zum Niedersächsischen Landesbetrieb für Wasserwirtschaft, Küsten- und Naturschutz.
Manke trat in die SPD ein und wurde 1999 zum Vorsitzenden des SPD-Ortsverbandes Goslar gewählt. Er ist Vorstandsmitglied des Braunschweiger SPD-Bezirkes. Im Anschluss an die Kommunalwahlen in Niedersachsen 2006 wurde er mit 52,6 % der abgegebenen Stimmen zum hauptamtlichen Landrat des Landkreises Goslar gewählt. Das Landratsamt leitete er vom 1. November 2006 bis zum 19. Februar 2013, als er als Staatssekretär ins Niedersächsische Ministerium für Inneres und Sport wechselte.
Stephan Manke ist verheiratet und hat zwei Kinder.